# Ixpantepec Nieves
Ixpantepec Nieves è un comune del Messico, situato nello stato di Oaxaca, il cui capoluogo è la località omonima.